# Cuộc đàn áp 709
Cuộc đàn áp 709 bắt giữ hàng loạt luật sư nhân quyền Trung Quốc là một cuộc đàn áp trên toàn quốc nhằm vào các luật sư và nhà hoạt động nhân quyền Trung Quốc được khởi động vào mùa hè năm 2015. Nó được gọi là "cuộc đàn áp 709" vì nó bắt đầu vào ngày 9 tháng 7 năm 2015.
Yaqiu Wang của Tổ chức Theo dõi Nhân quyền nhận xét rằng "cuộc đàn áp năm 709 giáng một đòn khủng khiếp vào phong trào bảo vệ nhân quyền ở Trung Quốc vốn đã bị rút lại đáng kể khi các luật sư nhân quyền bị bỏ tù, tước quyền hoặc bị giám sát".

## Mục tiêu
Hơn 200 người đã bị bắt giữ trong khuôn khổ cuộc đàn áp năm 2015.  Một số người có tiếng bị ảnh hưởng bởi cuộc đàn áp được liệt kê dưới đây.
- Li Heping, cựu luật sư nhân quyền, người bị bắt cóc năm 2015. Sau đó, anh ta bị kết án tù treo vào tháng 4 năm 2017,  và được trả tự do vào tháng 5 năm 2017.[4][5]
- Wang Quanzhang, bị bắt vào tháng 8 năm 2015, hầu tòa từ tháng 12 năm 2018 đến tháng 1 năm 2019, bị kết án 4,5 năm tù vì tội lật đổ quyền lực nhà nước,[6]  và ra tù vào ngày 4 tháng 4 năm 2020. Được chính quyền chuyển đến nơi ở cũ của anh ta ở Tế Nam trong thời gian cách ly COVID-19 hai tuần; vợ ông tin rằng chính phủ đã sử dụng dịch bệnh như một cái cớ để quản thúc ông tại gia.[7]
- Wang Yu, luật sư bị buộc tội kích động lật đổ quyền lực nhà nước, nhưng được tại ngoại vào năm 2016.
- Wu Gan, nhà hoạt động nhân quyền được biết đến với biệt danh "Đồ tể siêu phàm tục", người đã bị kết án 8 năm tù vào tháng 12/2017.
- Xiang Li, nhà hoạt động bị cấm rời khỏi Trung Quốc trong chiến dịch trấn áp, nhưng đã lẫn trốn từ Trung Quốc sang Thái Lan vào tháng 1 năm 2018.
- Vào ngày 17 tháng 6 năm 2020, theo một tường thuật từ Deutsche Welle, Yu Wensheng, người đã bảo vệ Vương Quan Chương và công khai kêu gọi loại bỏ ông Tập cũng như cải cách hệ thống luật pháp và chính trị, đã bị kết án bốn năm tù giam và bị tước quyền quyền chính trị trong ba năm.[8]